# Spoorlijn Lučenec - Utekáč
De spoorlijn Lučenec-Utekáč is een secundaire enkelsporige lijn in het zuiden van centraal Slowakije. Deze lijn met nummer 162 is gelegen in de districten Okres Lučenec en Okres Poltár. Ze verbindt de stad Lučenec, via Poltár (nabij de rivier Ipeľ) met Utekáč (in het Slowaaks Ertsgebergte).

## Geschiedenis
De aanleg van de spoorlijn geschiedde tijdens de periode dat Slowakije deel uitmaakte van het Koninkrijk Hongarije. De concessie voor de aanleg werd in het jaar 1900 toegekend aan Armin Pallós uit Boedapest. De lijn (met een vertakking van Breznička naar Katarínska Huta) werd een jaar later, op 24 november 1901, in bedrijf genomen met de benaming Losonczvidéki HEV.
In 1906 en 1908 werd de concessie gewijzigd teneinde een verlenging van de lijn mogelijk te maken:
- naar Kovaca: 17,1 km, en
- naar Utekáč: 6 km.

De uitbreiding naar Kokava werd in dienst gesteld op 27 november 1908. Het bijkomende korte traject naar Utekáč en naar de glasfabriek aldaar, werd later, op 16 december 1909 in bedrijf genomen.
De spoorlijn werd in hoofdzaak aangelegd om de glasfabrieken en de lokale keramiekfabrikanten goede vervoersmogelijkheden te bieden middels een spooraansluiting  (zogenaamd: "raccordement").

## Indienststellingen

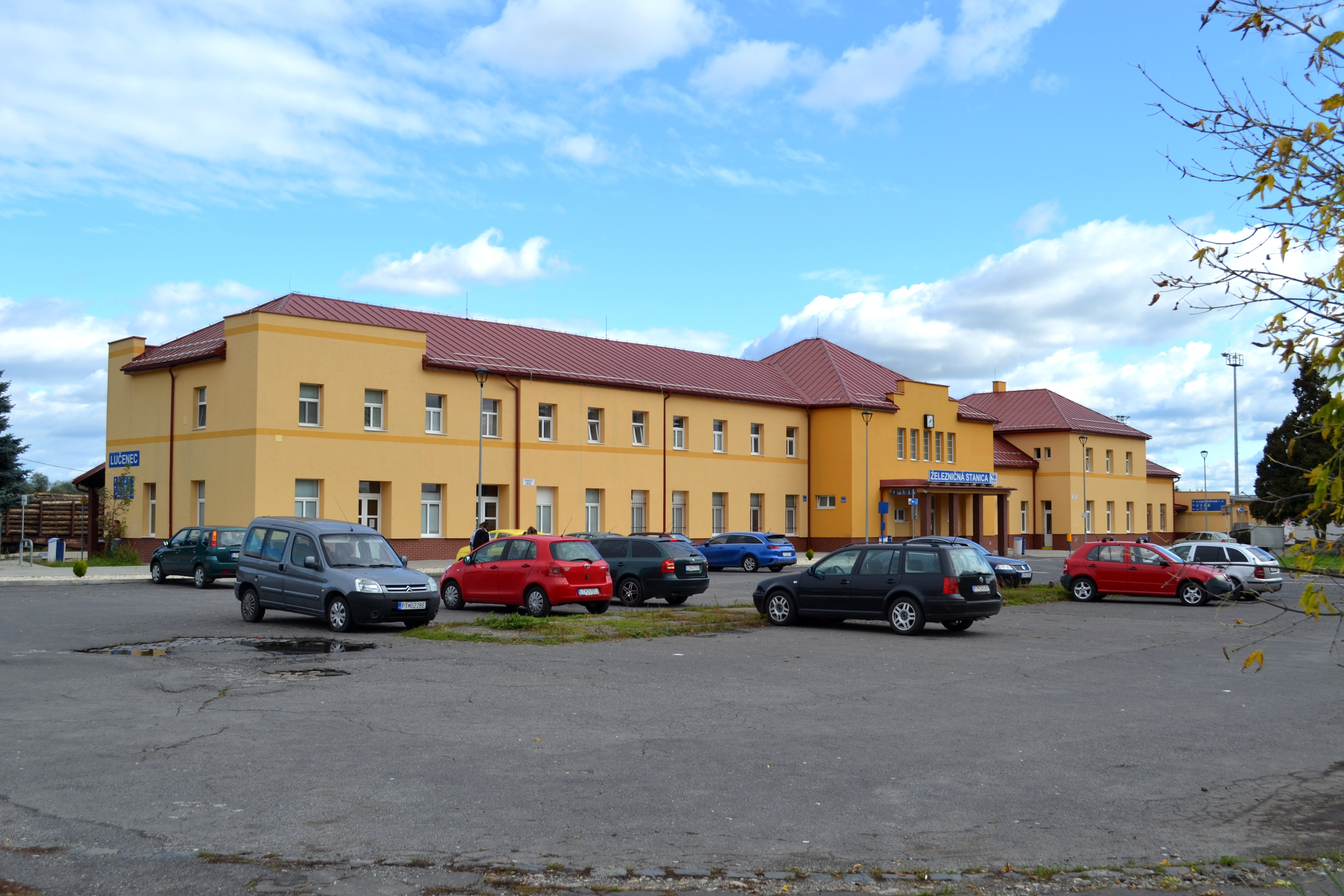
Station Lučenec

- 24 november 1901: Lučenec – Poltár
- 27 november 1908: Poltár – Kokava nad Rimavicou
- 16 december 1909: Kokava nad Rimavicou - Utekáč

## Treindienst
De lijn is in gebruik voor reizigers- en goederentreinen. De ritten van de passagierstreinen werd op 2 februari 2003 opgeschort, maar op 15 juni 2003 hernomen.
Alhoewel het goederenvervoer verminderd is ingevolge de sluiting van glasfabrieken in Utekáč en Zlatno, blijft het verkeer van goederentreinen gehandhaafd.

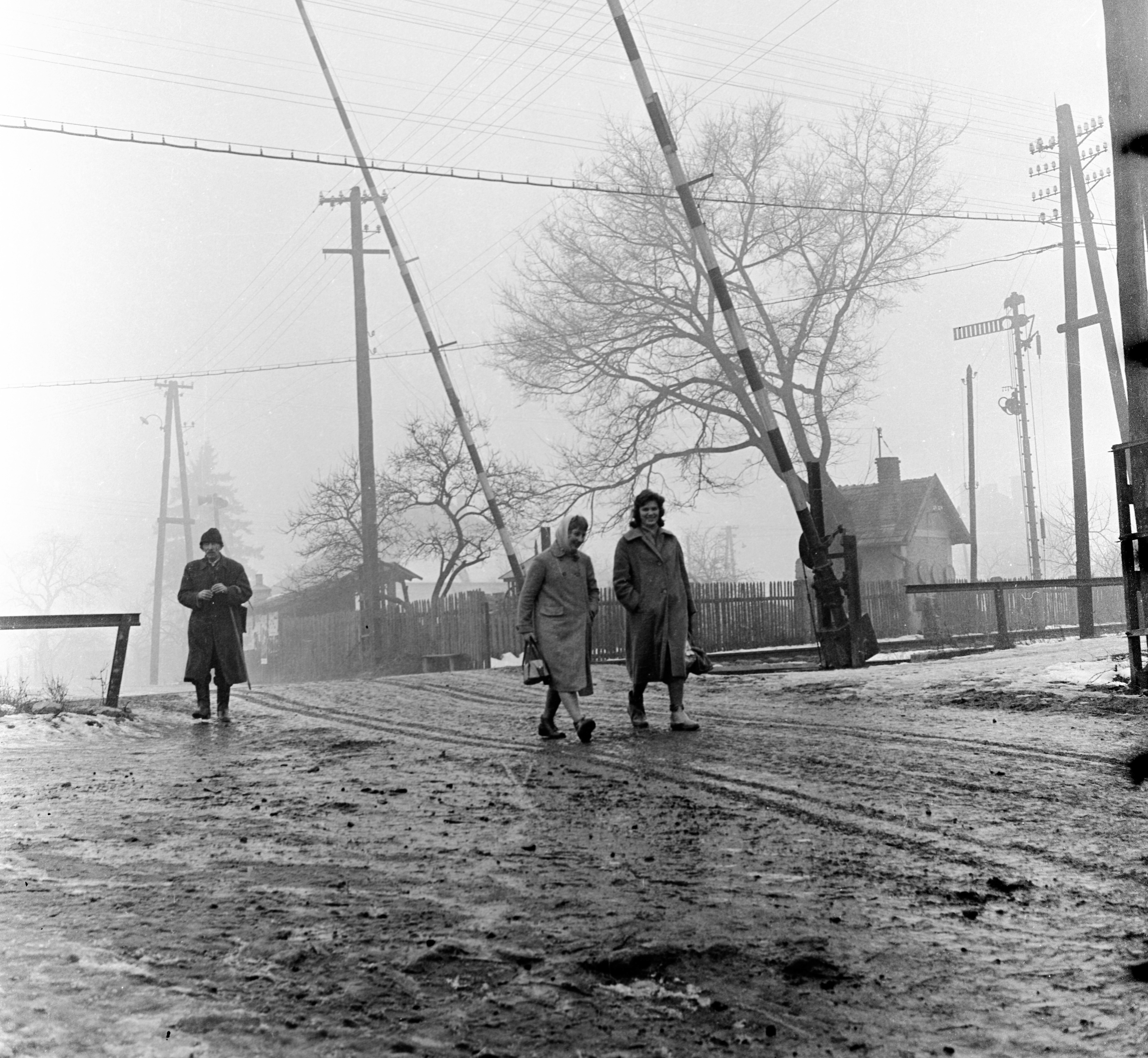
Overweg nabij het station Poltár in 1958

## Stations en haltes

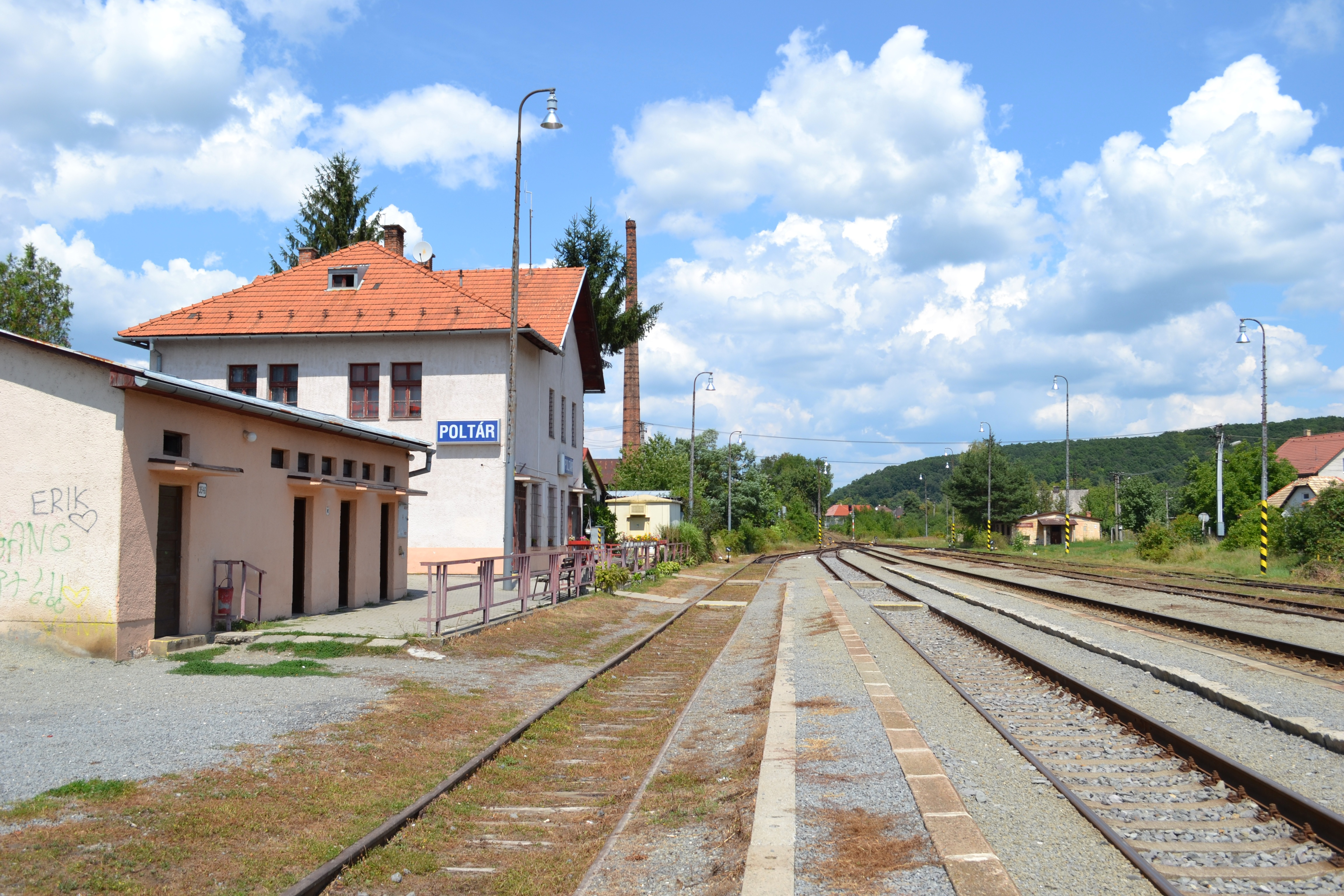
Station Poltár

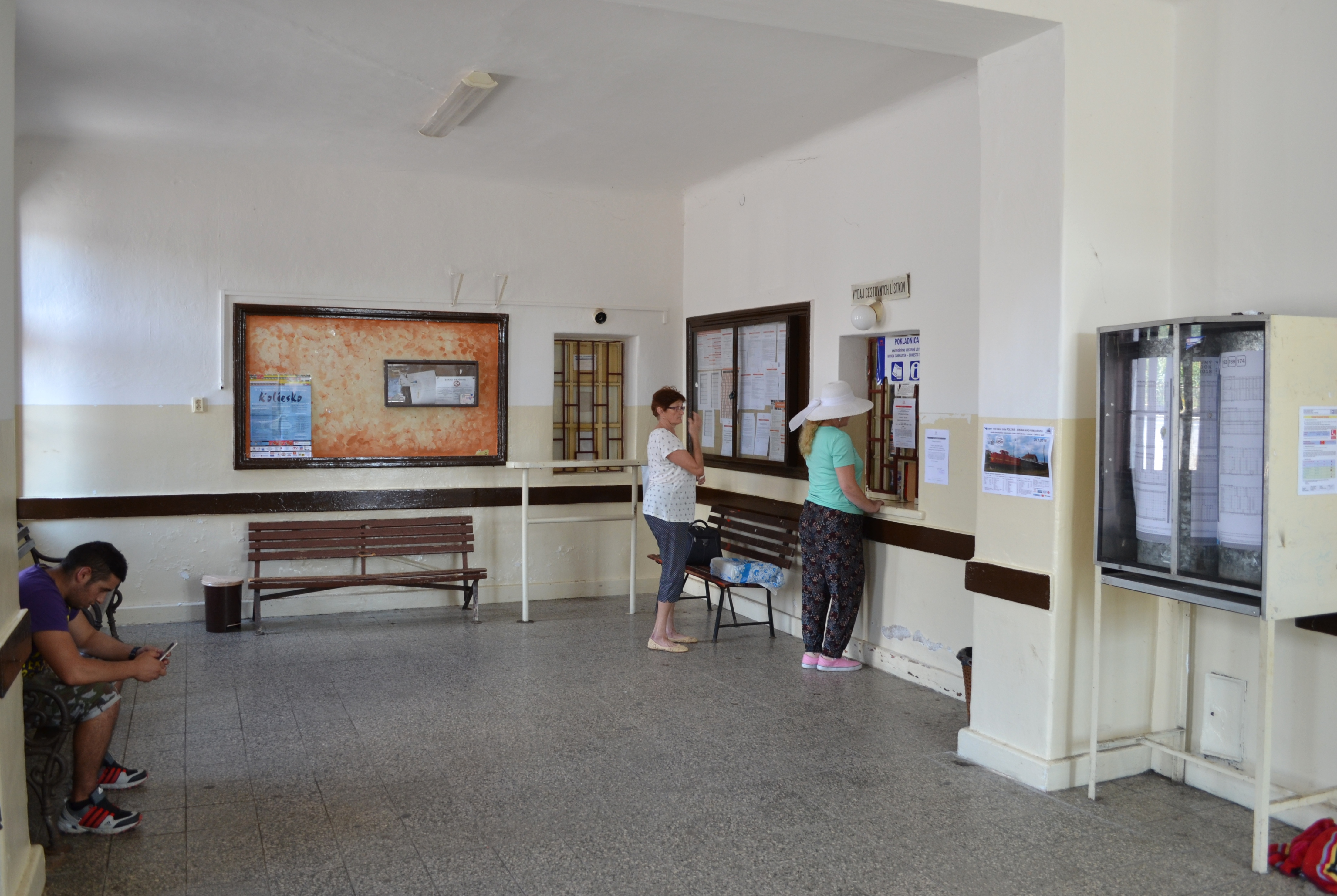
Station Poltár. Wachtzaal.

De lijn bedient de volgende stations (s) en haltes:
| Afstand | Station of stopplaats         | Opmerking                                             |
| ------- | ----------------------------- | ----------------------------------------------------- |
| 0,00    | Lučenec (s)                   | vertakking met lijn 160 (Zvolen – Košice)             |
|         |                               | Waterloop: Krivánsky potok                            |
| 1,43    | Opatová pri Lučenci           |                                                       |
|         |                               | Waterloop: Točnica                                    |
| 6,62    | Veľká Ves                     |                                                       |
| 8,88    | Kalinovo                      |                                                       |
|         |                               | vertakking met lijn 163 (Katarínska Huta - Breznička) |
| 13,05   | Breznička (s)                 |                                                       |
| 15,8    | Zelené                        |                                                       |
|         |                               | Waterloop: Ipeľ                                       |
| 18,64   | Poltár (s)                    |                                                       |
| 21,66   | Slaná Lehota                  |                                                       |
| 24,18   | České Brezovo                 |                                                       |
| 28,49   | Zlatno                        |                                                       |
|         |                               | Tunnel: Zlatniansky-tunnel (500 m)                    |
| 32,48   | Kokava nad Rimavicou-Liešnica |                                                       |
| 35,73   | Kokava nad Rimavicou (s)      |                                                       |
| 41,19   | Utekáč                        |                                                       |

## Externe koppeling
- (sk)  (en)  Dienstregeling Slowaakse Spoorwegen
- (sk)  Spoorlijn Poltár - Lučenec a Breznička - Katarínska Huta (www.rail.sk)
- (sk)  ŽSR 162: Spoorlijn ŽSR 162: Lučenec - Utekáč (www.vlaky.net)